# Jacopo della Pila
Jacopo della Pila est un sculpteur italien né à Milan et mort à Naples dont l'activité dans le royaume de Naples est documentée entre 1471 et 1502. 

## Biographie
On ne sait que très peu de choses sur Jacopo della Pila, si ce n'est qu'il est né à Milan et qu'il a sans doute eu une formation romaine. Sa première œuvre sculptée documentée est le Monument funéraire de l'évêque Nicola Piscitelli de la cathédrale de Salerne daté de 1471. Il utilise une composition qu'il répète à plusieurs reprises et qui reprend la tradition du XIVe siècle, habituelle à Naples pendant cette période. C'est un sarcophage appuyé sur trois piliers où s'adossent les trois vertus théologales (la foi, l'espérance et la charité), signes des mérites du défunt. Le sarcophage présente trois ovales entourés d'une guirlande autour de saint Matthieu, la Vierge à l'Enfant, et saint Marc. 
Immédiatement après, il réalise les tombeaux de Garzia Cavaniglia et d'Antonio Carafa dit la Malice, pour les églises de Monteoliveto et San Domenico Maggiore, ainsi que celui du condottiere Diego Cavaniglia, comte de Troia et de Montella, au couvent San Francesco a Folloni, près de Montella, en 1481.
On ignore la date du Monument funéraire de Costantino Castriota à l'église Santa Maria la Nova de Naples. Son intérêt envers la sculpture classique est évident pour le tabernacle de la chapelle Sainte-Barbe du Castel Nuovo datant des années 1480. Il est aussi l'auteur du Monument funéraire de Matteo Ferrillo au couvent Santa Maria la Nova de Naples. L'un de ses chefs-d'œuvre est le Monument funéraire de Tommaso Brancaccio de l'église San Domenico Maggiore, réalisé entre 1492 et 1500. Il répète le schéma des trois vertus.

## Source de la traduction
- (it) Cet article est partiellement ou en totalité issu de l’article de Wikipédia en italien intitulé « Jacopo della Pila » (voir la liste des auteurs).